# Triple saut masculin aux championnats du monde d'athlétisme en salle 2001
Navigation
1999 2003
Le concours du triple saut masculin des championnats du monde en salle de 2001 s'est déroulé le 9 mars 2001 au Pavillon Atlantique de Lisbonne, au Portugal. Il est remporté par l'Italien Paolo Camossi.

## Résultats

### Finale
| Rang               | Athlète              | Pays            | Essais | Essais | Essais | Essais | Essais | Essais | Marque | Note |
| Rang               | Athlète              | Pays            | 1      | 2      | 3      | 4      | 5      | 6      | Marque | Note |
| ------------------ | -------------------- | --------------- | ------ | ------ | ------ | ------ | ------ | ------ | ------ | ---- |
| Médaille d'or      | Paolo Camossi        | Italie          | 16.97  | 16.81  | 16.48  | 17.32  | X      | 16.87  | 17.32  | NR   |
| Médaille d'argent  | Jonathan Edwards     | Grande-Bretagne | 17.06  | 17.12  | X      | 17.12  | 16.79  | 17.26  | 17.26  |      |
| Médaille de bronze | Andrew Murphy        | Australie       | 16.53  | 16.79  | 16.65  | 17.15  | 16.93  | 17.20  | 17.20  | AR   |
| 4                  | Charles Friedek      | Allemagne       | 15.69  | 17.11  | 17.13  | X      | X      | 16.90  | 17.13  | SB   |
| 5                  | Rostislav Dimitrov   | Bulgarie        | 16.65  | 16.91  | X      | X      | 16.88  | X      | 16.91  | SB   |
| 6                  | Fabrizio Donato      | Italie          | X      | 16.77  | X      | 16.06  | 16.52  | 16.72  | 16.77  |      |
| 7                  | Michael Calvo        | Cuba            | 16.44  | 16.54  | 16.75  | 16.65  | 16.72  | X      | 16.75  |      |
| 8                  | Aleksandr Glavatskiy | Biélorussie     | 16.49  | 16.05  | X      | X      | 16.06  | 16.34  | 16.49  |      |
| 9                  | Kenta Bell           | États-Unis      | X      | 16.13  | X      |        |        |        | 16.13  |      |
|                    | Igor Gavrilenko      | Russie          | X      | X      | X      |        |        |        | NM     |      |
|                    | Ionut Punga          | Roumanie        | X      | X      | X      |        |        |        | NM     |      |

## Légende
Records et Performances
- AR : Record continental (area record)
- CR : Record des championnats (championship record)
- MR : Record du meeting (meet record)
- NR : Record national (national record)
- OR : Record olympique (olympic record)
- PR : Record paralympique (paralympic record)
- PB : Record personnel (personal best)
- SB : Meilleure performance personnelle de la saison (season's best)
- WL : Meilleure performance mondiale de l'année (world leader)
- WJR : Record du monde junior (world junior record)
- WR : Record du monde (world record)

Circonstances et Conditions
- DNF : N'a pas terminé (did not finish)
- DNS : N'a pas pris le départ (did not start)
- DQ : Disqualification (disqualification)
- NM : Aucun essai valable enregistré (No Mark)
- Q : Qualifié « directement » au prochain tour (ou à la prochaine compétition), lors d'une compétition majeure, grâce au classement ou à la réalisation des minima (automatic qualifier)
- q : Qualifié au prochain tour (ou à la prochaine compétition), lors d'une compétition majeure, grâce au repêchage ou à la réalisation de l'une des meilleures performances parmi celles des « non qualifiés directement » (grâce au meilleur temps ou à la meilleure distance par exemple) (secondary qualifier)